# Ferberita
La ferberita es un mineral óxido de tungsteno y hierro de fórmula química Fe2+WO4.
Su nombre proviene de Moritz Rudolph Ferber, mineralogista aficionado alemán, quien descubrió en 1863 este mineral en sierra Almagrera (Almería, España).
Existe una variedad de ferberita, la pseudomorfosis substituyendo a scheelita, que recibe el nombre de reinita.

## Propiedades
La ferberita es un mineral negro o gris oscuro, opaco, de brillo submetálico. Su raya es de color negro parduzco.
Es un mineral quebradizo que tiene una dureza de 4,5 en la escala de Mohs y una densidad de 7,45 g/cm³.
Cristaliza en el sistema monoclínico, clase prismática.
La composición química de le ferberita es de aproximadamente un 24% de FeO y un 76% de WO3, y como impurezas puede contener niobio, tántalo, escandio y estaño.
Funde fácilmente y es soluble tanto en ácido clorhídrico como en ácido sulfúrico. 
Es de la misma serie que la hübnerita, pero mientras esta última es el miembro final rico en manganeso, la ferberita es el miembro final rico en hierro. Entre ambos está la wolframita, que contiene tanto hierro como manganeso en proporciones variables entre el 20% y el 80%. De los tres miembros de la serie, la ferberita es el más raro.

## Morfología y formación

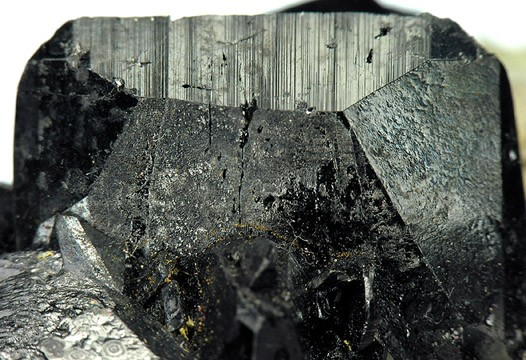
Ferberita procedente de la provincia de Nor Chichas (Bolivia)

La ferberita puede presentarse en forma de delgadas láminas que crean una estructura laminar. Son frecuentes los cristales prismáticos con desarrolla tabular, a veces de ta,maño superiotr a los 10 centímetros, o como agregados masivos y granulares, siendo esta la textura más frecuente en granitos y en otras rocas ígneas.
Típicamente se encuentra en pegmatitas graníticas, gréisenes y en vetas hidrotermales de altas temperaturas. También puede ser un mineral residual en depósitos aluviales y eluviales. Entre los minerales asociados a la ferberita, se encuentran la casiterita, arsenopirita, scheelita, topacio, fluorita, marcasita, pirita, hematita y feldespato.

## Yacimientos
Los yacimientos de este mineral son relativamente frecuentes.
La localidad tipo está en sierra Almagrera (Cuevas de Almanzora, España); la ferberita se localiza en un filón de cuarzo en el interior de una pequeña mina, llamada mina Niña.
En la mayor parte de los yacimientos de wolframita explotados en España, el término dominante es la ferberita. Entre estos, pueden destacarse las minas de  Monte Neme, San Finx y Arteijo, en la provincia de La Coruña; Casaio y Lobios en la de Orense, Masueco, Navasfrías y Barruecopardo en Salamanca; Trujillo y Sierra de Gata, en Cáceres; la mina San Nicolás, en Valle de la Serena, y Oliva de la Frontera, en Badajoz, y otros muchos yacimientos menores
Alemania cuenta con depósitos en el valle de Rankach (Wolfach), Francia en Anzat-le-Luguet y Servant (Puy-de-Dôme, y Portugal en Caminha, Ponte de Lima y Vila Nova de Cerveira (Viana do Castelo). Se han hallado ejemplares de gran interés en la mina de Panasqueira, mina de wolframio en Castelo Branco.
Dentro de América, existen yacimientos en Bolivia, concretamente en Llallagua (departamento de Potosí) y Huanuni (departamento de Oruro).
Por otra parte, algunos de los mejores cristales de ferberita, bien terminados y fuertemente estriados, provienen de la mina Yaogangxian (Hunan, China). Asimismo, se han recogido cristales negros afilados en la mina Tae Hwa (Chungju, Corea del Sur).